# 2 євроценти
2 євроценти — розмінна обігова монета країн єврозони цінністю 0,02 євро. Монета виготовлена зі сталі та має мідне покриття. Реверс монети є однаковим для усіх країн єврозони, аверс кожна з країн, що карбує монету, визначає на власний розсуд.
Монета має ходження в усіх країнах єврозони, а також Андоррі, Ватикані, Монако, Сан-Марино, Чорногорії та Косово. Право на випуск монет також належить країнам, що входять до єврозони, а також Андоррі, Сан-Марино, Ватикану та Монако на підставі угод з країнами Європейського Союзу. Чорногорія та Косово не мають права на карбування власної монети євро; статус євро у цих державах є юридично неврегульованим.
Станом на 2013 рік за увесь час випуску монети з 1999 року було введено в обіг 20,606 млрд монет номіналом 2 євроценти.

## Історія

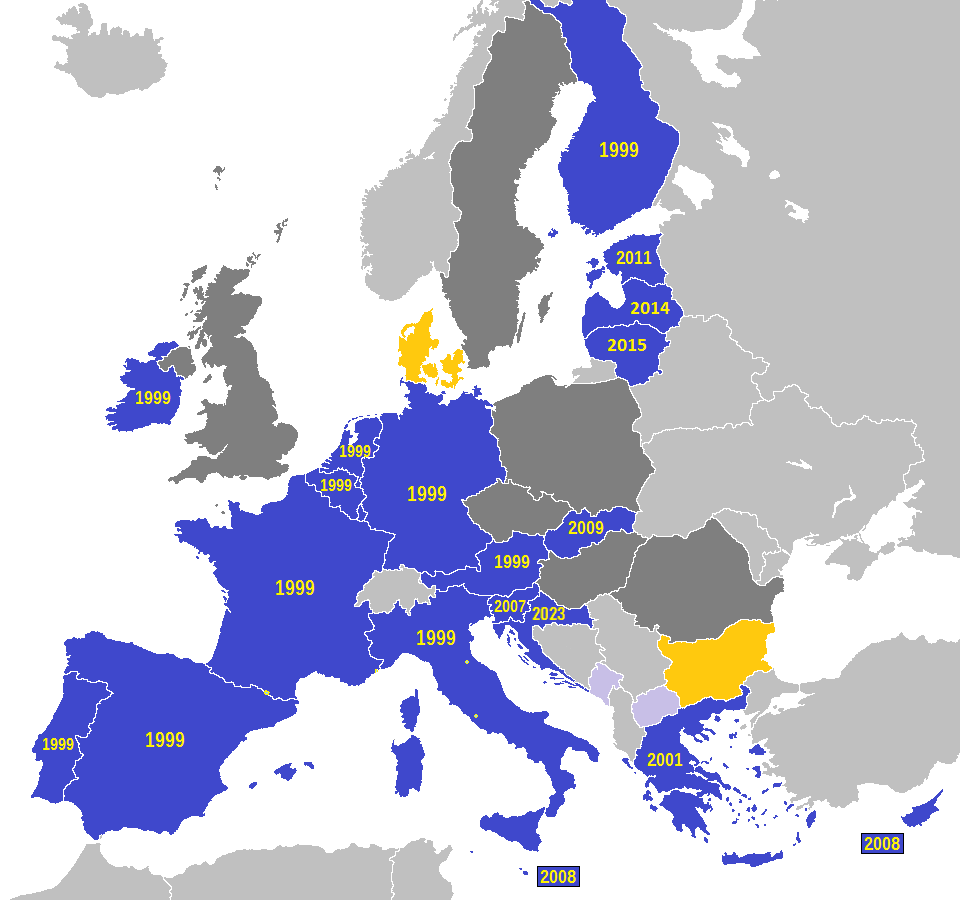
Хронологія введення монет євро в обіг (у тому числі й 2 євроценти)

Введення в обіг єдиної валюти на теренах Європейського Союзу було однією з умов Маастрихтського договору, підписаного 7 лютого 1992 року 12-ма державами-членами Європейської спільноти. Європейська рада на засіданні у Мадриді, що проходило 15 та 16 грудня 1996 року, затвердила назву нової валюти — «євро», а також встановила 1 січня 1999 року датою переходу країн Євросоюзу на єдину валюту.
У квітні 1996 року на засіданні Ради з економічних і фінансових питань у Вероні було прийняте рішення, що монети євро матимуть єдиний для усіх держав Єврозони реверс та власну «національну» сторону — аверс, який затверджуватиметься кожною державою на власний розсуд. Єдиними умовами щодо оформлення «національних» сторін монет було те, що усі вони мали містити зображення 12-ти п'ятипроменевих зірок — елемент прапора Європейського Союзу, а також певну позначку, котра вказувала б на монетному дворі якої з держав було викарбувано монету.
1996 року в усіх державах Євросоюзу, крім Данії, було організовано конкурс на найкращий дизайн майбутніх монет єдиної європейської валюти. Учасникам конкурсу було запропоновано представити до уваги експертів ескізи монет, що відображували б одну з трьох тем: «Архітектурний та декоративний стиль», «Цілі та ідеали Європейського Союзу» або «Європейські особистості». 13 березня 1997 року група експертів, очолювана Генеральним секретарем Європейської комісії, обрала з 36 запропонованих ескізів серій монет 9. Серію, обрану міністрами фінансів країн Європейського Союзу, головами держав та урядів країн-членів спільноти, також було підтримано 64% голосів респондентів у ході проведення опитувань громадської думки у квітні-травні 1997 року. Автором ескізів монет серії, що перемогла, став дизайнер Королівського монетного двору Бельгії Люк Льюїкс. 16-17 червня під час проведення засідання Європейської ради в Амстердамі серію Льюїкса було представлено загалу.
З 1 січня 2002 року євро було введено в обіг у готівковій формі у 12 державах-членах Європейського Союзу, а також Ватикані, Монако і Сан-Марино, які не були членами спільноти. 2007 року до єврозони приєдналася Словенія, 2008 — Кіпр та Мальта, 2009 — Словаччина, 2011 — Естонія. Велика Британія і Данія відмовилися замінювати власні національні валюти на євро. Таким чином, з 1 січня 2002 року у грошовому обігу перебувають банкноти євро 7 номіналів та монети євро 8 номіналів, у тому числі й монети номіналом 2 євроценти.

## Загальний огляд
Монета 2 євроценти виготовляється зі сталі, покритою міддю. Маса монети становить 3,06 г при діаметрі 18,75 мм та товщині гурту 1,67 мм. Гурт монети гладкий з жолобком.

### Реверс
Реверс монет номіналом 2 євроценти є спільним для усіх держав-членів Єврозони.
З лівого боку монети зазначений її номінал, вгорі ближче до правого краю номінал продубльовано написом у два рядки латинськими літерами «EURO Cent». Знизу з правого боку розміщено зображення земної кулі, на якій показано географічне розташування Європи відносно Азії та Африки. На реверсі монети також зображено 6 ліній, котрі перетинають її з гори правої сторони до низу лівої. На кінцях усіх ліній розміщено зображення 12 п'ятипроменевих зірок — уособлення зірок на прапорі Європейського Союзу. Унизу справа також розміщено ініціали Люка Льюїкса (LL) — розробника дизайну монет євро.
Реверс монет 2 євроценти є однаковим також й для монет номіналом 1 і 5 євроцентів.

### Аверс
Аверс монет 2 євроценти є відмінним для кожної з країн — кожна держава визначає його на власний розсуд. Однак, попри самостійність держав в оформленні «національних» сторін монет номіналом 2 євроценти їхній дизайн має містити зображення 12 п'ятипроменевих зірок та позначку держави, яка випустила монету.
Зміна дизайну монети для якоїсь з країн неможлива, окрім випадків, коли такі зміни викликані зміною голів держав-монархій. Зображення портретів монархів на монетах може дещо змінюватися аби відповідати реальним змінам у зовнішності голів держав, однак такі зміни мають відбуватися не частіше, ніж 1 раз на 15 років.

## Національні сторони

### Держави єврозони
| Країна     | Аверс     | Дизайнер                                 | Роки випуску                           | Монетний двір | Опис |
| ---------- | --------- | ---------------------------------------- | -------------------------------------- | --- | --- |
| Австрія    |           | Йозеф Кайзер                             | з 2002                                 | Монетний двір Австрії | У центрі монети на внутрішньому диску розміщено зображення квітки білотки альпійської (Leontopodium alpinum), оточеного круговим написом німецькою мовою: ZWEI EURO CENT (укр. Два євроценти). Під зображенням квітки розміщено зображення австрійського прапора, смуги котрого геральдично позначені вертикальним карбуванням у той час, як центральна біла — гладка; між квіткою та прапором зазначено рік випуску монет. На зовнішньому кільці монети по колу розміщено зображення 12 п'ятипроменевих зірок. |
| Бельгія    |           | Ян Альфонс Койстерманс                   | 1999-2007                              | Королівський монетний двір Бельгії | У центрі монети на внутрішньому диску розміщено профільний портрет короля Бельгії Альберта II. На зовнішньому кільці монети по колу розміщено зображення 12 п'ятипроменевих зірок. З правого боку між двома зірками розміщена королівську монограму у вигляді латинської літери A з римською цифрою II та короною; справа унизу (також між зірками) зазначено рік карбування монети. |
| Бельгія    |           | Ян Альфонс Койстерманс                   | 2008                                   | Королівський монетний двір Бельгії | У центрі монети на внутрішньому диску розміщено профільний портрет короля Бельгії Альберта II, відмінний від того, що на монетах зразка 1999–2007 років. Королівську монограму з зовнішнього кільця винесено у центральний сектор, справа від портрета; під монограмою розміщено двобуквений код держави — BE. Під портретом зазначено рік випуску монети, з правого боку від якого розміщено позначку Королівського монетного двору, з лівого — знак його директора. На зовнішньому кільці монети по колу розміщено зображення 12 п'ятипроменевих зірок.                                                                              |
| Бельгія    |           | Ян Альфонс Койстерманс                   | з 2009                                 | Королівський монетний двір Бельгії | Оформлення монет номіналом 2 євро зразка 2009 року практично повністю відповідає дизайну аналогічних монет зразка 2008 року. На монетах двох серій відмінним є лише портрет короля Альберта II: на монетах 2009 року використовується те зображення, що й на монетах 1999–2007 років. |
| Греція     |           | Георгес Стаматопулос                     | 2002                                   | Паризький монетний двір Франції | У центрі монети розміщено зображення корвету. Справа вгорі біля зображення корабля зазначено рік карбування монети. Під зображенням корабля розміщено текстове позначення номіналу грецькою мовою: 2 ΛΕΠΤΑ, зліва від напису знаходяться ініціали дизайнера монети (ΓΣ)та знак грецького монетного двору. По колу по зовнішньому диску розміщено зображення 12 п'ятипроменевих зірок. У зірці, що відповідає 2 годині на циферблаті, знаходиться знак монетного двору Франції у вигляді літери F. |
| Греція     | з 2002    | Георгес Стаматопулос                     | Монетний двір Банка Греції             | Оформлення монет, випущених грецьким монетним двором, майже повністю відповідає дизайну монет, що карбувалися на монетному дворі Франції. Єдиною відмінністю є відсутність знаку французького монетного двору, літери F, у зірці на 2 години. | |
| Естонія    |           | Лембіт Лихмус                            | з 2011                                 | Монетний двір Фінляндії | У центрі монети на внутрішньому диску розміщено зображення мапи Естонії. Під зображенням мапи міститься напис EESTI, який вказує на країну, яка випустила монету; над мапою зазначено рік випуску монети. На зовнішньому кільці монети по колу розміщено зображення 12 п'ятипроменевих зірок. |
| Ірландія   |           | Ярлат Гаєс                               | 2002-2007, з 2009                      | Монетний двір Ірландії | У центрі монети розміщено зображення державного герба Ірландії у вигляді кельтської арфи. З лівого і правого боків від арфи розташовані кругові написи назви держави ірландською ÉIRE та рік випуску монети відповідно, виконані галльським шрифтом. По колу по зовнішньому диску розміщено зображення 12 п'ятипроменевих зірок. |
| Ірландія   | 2008      | Ярлат Гаєс                               | Паризький монетний двір Франції        | | У центрі монети розміщено зображення державного герба Ірландії у вигляді кельтської арфи. З лівого і правого боків від арфи розташовані кругові написи назви держави ірландською ÉIRE та рік випуску монети відповідно, виконані галльським шрифтом. По колу по зовнішньому диску розміщено зображення 12 п'ятипроменевих зірок. |
| Іспанія    |           | Гарсіласо Роллан                         | з 1999                                 | Королівський монетний двір Іспанії | У центрі монети на внутрішньому диску розміщено зображення собору святого Якова, розташованого у місті Сантьяго-де-Компостела. Зверху над зображенням собору по центру зазначено рік випуску монети; з лівого від собору боку знаходиться круговий напис назви держави іспанською мовою — ESPAÑA, з правого — емблема Королівського монетного двору Іспанії у вигляді літери M з короною. На зовнішньому кільці монети по колу розміщено зображення 12 п'ятипроменевих зірок, 4 з яких (відповідають 1, 2, 3 та 4 годинам на циферблаті) заглиблені, оскільки знаходяться на секторі, що виступає.                                     |
| Італія     |           | Лучіана де Сімоні                        | з 2002                                 | Монетний двір Італії | У центрі монети розміщено зображення вежі Моле-Антонелліана. З правого від зображенням башти боку зазначено рік випуску монет, під ним розміщена позначка монетного двору Італії у вигляді літери R. З лівого боку знаходиться позначка держави, що випустила монету, — переплетені літери I та R. Під зображенням башти розміщено ініціали автора ескізу монети — літери LDS. По колу по зовнішньому диску розміщено зображення 12 п'ятипроменевих зірок. |
| Кіпр       |           | Татьяна Сотеропулу, Ерік Маел            | з 2008                                 | Монетний двір Фінляндії | У центрі монети розміщено зображення двох муфлонів європейських (Ovis musimon), згори та направа від яких проходить круговий напис назви держави грецькою та турецькою мовами, розділений роком карбування монети: ΚΥΠΡΟΣ • рік випуску • KIBRIS. По колу по зовнішньому диску розміщено зображення 12 п'ятипроменевих зірок. |
| Люксембург |           | Іветт Гастое-Клер                        | 2002-2004, з 2009                      | Королівський монетний двір Нідерландів | У центрі монети розміщено профільний портрет Великого герцога Люксембургу Анрі, зліва над яким розміщено ініціали дизайнера монети — літери YGC. По колу по зовнішньому диску вгорі розміщено зображення 12 п'ятипроменевих зірок, унизу знаходиться круговий напис назва держави німецькою мовою LËTZEBUERG та рік випуску. З лівого та правого боків від року випуску монети містяться знак директора монетного двору та знак нідерландського монетного двору відповідно. |
| Люксембург | 2005-2006 | Іветт Гастое-Клер                        | Монетний двір Фінляндії                | Оформлення монет 2005–2006 років практично повністю відповідає дизайну монет, випущених нідерландським монетним двором. На монетах серії 2005–2006 років знаки Королівського монетного двору Нідерландів та його директора замінені позначками монетного двору Фінляндії у вигляді літери S та рогу достатку.                                             | |
| Люксембург | 2007-2008 | Іветт Гастое-Клер                        | Паризький монетний двір Франції        | Оформлення монет 2005–2006 років практично повністю відповідає дизайну монет, випущених нідерландським монетним двором. На монетах серії 2005–2006 років знаки Королівського монетного двору Нідерландів та його директора замінені позначками монетного двору Франці та його директора у вигляді рогу достатку та валторни відповідно.                   | |
| Мальта     |           | Ноел Галеа Басон                         | з 2008                                 | Паризький монетний двір Франції | У центрі монети на внутрішньому диску розміщено зображення вівтаря храму Мнайдра. Унизу під зображенням вівтаря з правого боку розміщено ініціали дизайнера монети — літери NGB, по центру міститься напис, який вказує на державу, котра випустила монету, — MALTA, під яким зазначено рік карбування монети. На зовнішньому кільці монети, що виступає, по колу розміщено зображення 12 п'ятипроменевих заглиблених зірок. У нижній зірці знаходиться позначка монетного двору Франції — літера F. |
| Нідерланди |           | Бруно Нінабер ван Ейбен                  | 1999-2009                              | Королівський монетний двір Нідерландів | У центрі монети на тлі рельєфних точок розміщено стилізований профільний портрет королеви Нідерландів Беатрікс, оточений 12 п'ятипроменевими зірками. По зовнішньому диску монети по колу розміщено напис BEATRIX KONINGIN DER NEDERLANDEN (укр. Беатрикс — королева Нідерландів), унизу зазначено рік випуску монети, справа та зліва від якого розміщено знак директора та позначка монетного двору відповідно. |
| Німеччина  |           | Рольф Ледербоген                         | 2002-2009                              | Монетні двори Німеччини | У центрі монети на внутрішньому диску розміщено зображення дубової гілки з п'ятьма листками та двома жолудями. Біля ніжки гілки ліворуч розміщено позначку монетного двору та праворуч зазначено рік випуску монети. На зовнішньому кільці монети, що виступає, по колу розміщено зображення 12 п'ятипроменевих заглиблених зірок. |
| Португалія |           | Віктор Мануель Фернандес дос Сантос      | з 2002                                 | Монетний двір Португалії | У центрі монети на внутрішньому диску розміщено зображення печатки португальського короля Афонсо I, оточеного стилізованими зображеннями семи замків (зверху) та п'яти щитів знизу — елементів державного герба Португалії. Замки чергуються з літерами, які утворюють назву держави, що випустила монету — PORTUGAL; щити — з цифрами, які вказують на рік карбування монети. Над першим щитом справа розміщено знак португальського монетного двору — абревіатуру INCM, над першим зліва — ініціали автора ескізу монети, літери VS. На зовнішньому кільці монети по колу розміщено зображення 12 заглиблених п'ятипроменевих зірок. |
| Словаччина |           | Драгомир Зобек                           | 2009                                   | Монетний двір Словаччини | У центрі монети розміщено зображення гори Крівань, під яким у два рядки зазначено назва держави словацькою мовою (SLOVENSKO) та рік випуску монети. Під роком випуску монети розміщено зображення державний герб країни, з правого й лівого боків від якого розміщено знак монетного двору — абревіатура MK у колі, та автора ескізу монети (літера Z) відповідно. По колу по зовнішньому диску розміщено зображення 12 п’ятипроменевих зірок. |
| Словенія   |           | Мілєнко Ліколь, Майя Лікуль, Янес Болька | 2007, з 2009                           | Монетний двір Фінляндії | У центрі монети розміщено зображення княжого каменю. По колу по зовнішньому диску розміщено зображення 12 п’ятипроменевих зірок, котрі чергуються з літерами, які утворюють назву держави словенською мовою: SLOVENIJA. Справа від нижньої зірки розташований знак монетного двору — абревіатура Fi; між зірками, що відповідають 8 та 9 годинам на циферблаті, зазначено рік випуску монети. |
| Словенія   | 2008      | Мілєнко Ліколь, Майя Лікуль, Янес Болька | Королівський монетний двір Нідерландів | Оформлення монет 2008 року практично повністю відповідає тим, що випускалися 2007 року. Відмінними між двома серіями монет є знаки монетних дворів, на яких вони карбувалися. Так, замість абревіатури Fi фінського монетного двору справа від нижньої зірки розміщені знак монетного двору Нідерландів та позначка його директора у вигляді вітрильника. | |
| Фінляндія  |           | Хейккі Хайваойя                          | 1999-2006                              | двір Фінляндії | У центрі монети розміщено зображення лева, подібного до того, що зображений на державному гербі Фінляндії. З лівого боку від зображення лева зазначено рік випуску монети; під лівою лапою лева також зліва знаходиться позначка директора фінського монетного двору у вигляді літери M. По колу по зовнішньому диску розміщено зображення 12 п’ятипроменевих зірок. |
| Фінляндія  |           | Хейккі Хайваойя                          | з 2007                                 | двір Фінляндії | Оформлення монет 2007 року практично повністю відповідає тим, що випускалися 2007 року. Відмінністю між монетами двох серій є те, що на монетах зразка 2007 року відсутній знак директора монетного двору, замість нього під правою лапою лева розміщено двобуквений код держави — FI; між зірками, котрі відповідають 8 та 9 годинам, додано знак монетного двору Фінляндії у вигляді рогу достатку. |
| Франція    |           | Фаб'єн Куртіад                           | з 1999                                 | Паризький монетний двір Франції | У центрі монети розміщено портретне зображення Маріанни — національного символу Франції. Справа від портрету знаходиться стилізована абревіатура RF, яка вказує на країну, що карбує монету. Під позначкою країни знаходяться знак монетного двору Франції у вигляді рогу достатку та знак його директора, нижче зазначено рік випуску монети. По колу по зовнішньому диску розміщено зображення 12 п’ятипроменевих зірок. Між зірками, які відповідають 4 та 5 годинам на циферблаті, зазначено ім'я автора ескізу монети написом F .COURTIADE.                                                                                       |

### Інші держави
Хоча Ватикан, Монако та Сан-Марино не є членами єврозони, однак ці держави мають право карбувати власну євромонету. Таке право надане їм на підставі їхніх угод з державами єврозони, а саме: Ватикану і Сан-Марино з Італією та Монако з Францією.
| Країна     | Аверс | Дизайнер                                    | Роки випуску | Монетний двір                   | Опис |
| ---------- | ----- | ------------------------------------------- | ------------ | ------------------------------- | --- |
| Ватикан    |       | Уліана Пернацца, Гідо Верої                 | 2002-2005    | Монетний двір Італії            | У центрі монети розміщено профільний портрет 264-го Папи Римського Івана Павла II. Зверху над портретом понтифіка розміщено круговий напис, який вказує на назву держави — CITTA' DEL VATICANO, з лівого та правого боків по колу розміщено 12 п’ятипроменевих зірок, по 5 з кожного боку. Знизу під портретом Папи у два рядки розміщено позначку італійського монетного двору — літеру R, а також рік випуску монети. З правого краю монети під однією з зірок розміщено ініціали автора ескізу та гравера монети — абревіатури GV та UP INC відповідно. |
| Ватикан    |       | Люсіана де Сімоні, Даніела Лонго            | 2005         | Монетний двір Італії            | У центрі монети розміщено зображення герба Папського престолу у вигляді перехрещених папської церемоніальної парасолі, папського хреста та ключів святого Петра. На зображення герба накладені зображення кардинальського ґалеро та особистого герба кардинала Едуардо Мартінеса Сомало, який виконував обов'язки кардинала-камерленго після смерті Івана Павла II. Центральна композиція оточена написом латиною — • SEDE • VACANTE • MMV •. Унизу справа від зображення герба розміщено знак італійського монетного двору — літеру R, справа у низу — ініціали автора ескізу (D.LONGO) та гравера ( M.C.C. INC.) монети. На зовнішньому диску по колу розміщено 12 п’ятипроменевих зірок (зверху) та круговий напис назви держави — CITTA' DEL VATICANO. |
| Ватикан    |       | Люсіана де Сімоні, Даніела Лонго            | з 2006       | Монетний двір Італії            | У центрі монети розміщено портрет 265-го Папи Римського Бенедикта XVI, оточений круговим написом назви держави та року випуску монети: CITTA' DEL VATICANO • рік. З правого боку від портрета розміщено позначку італійського монетного двору у вигляді літери R. Над лівим плечем понтифіка знаходяться ініціали автора ескізу монети — літери D.L., над правим плечем — ініціали гравера LDS INC. По колу по зовнішньому диску розміщено зображення 12 п’ятипроменевих зірок. |
| Монако     |       | Робер Коше                                  | 2001-2005    | Паризький монетний двір Франції | У центрі монети на внутрішньому диску розміщено зображення герба князівства Монако. На зовнішньому кільці монети по колу розміщено зображення 12 п’ятипроменевих зірок. Вгорі на зовнішньому кільці міститься круговий напис назви держави — MONACO, знизу зазначено рік випуску монети. З лівого від року випуску боку розміщено позначку французького монетного двору у вигляді рогу достатку, з правого — знак його директора у вигляді валторни. |
| Монако     |       | Робер Коше                                  | з 2006       | Паризький монетний двір Франції | У центрі монети на внутрішньому диску розміщено зображення герба князівства Монако. Вгорі над зображенням герба держави міститься круговий напис назви держави — MONACO, знизу під гербом зазначено рік випуску монети. З лівого від року випуску боку розміщено позначку французького монетного двору у вигляді рогу достатку, з правого — знак його директора у вигляді валторни. На зовнішньому кільці монети по колу розміщено зображення 12 п’ятипроменевих зірок. |
| Сан-Марино |       | Етторе Лоренцо Фрапіччіні, Франтісек Кокола | з 2002       | Монетний двір Італії            | У центрі монети розміщено зображення статуї Свободи. З правого від башти боку вгорі розміщено позначку італійського монетного двору у вигляді літери R та зазначено рік випуску монети. З лівого боку знаходиться знак художника монети — абревіатура Ch та круговий напис назви держави — SAN MARINO. По колу по зовнішньому диску розміщено зображення 12 п’ятипроменевих зірок. Справа від нижньої зірки розміщено ініціали гравера монети — літери ELF INC. |

### Запланований дизайн
Наразі заплановано приєднання до єврозони наступних країн:
- з 1 січня 2014 року Андорри і Латвії;
- з 1 січня 2015 року Литви.

| Країна  | Аверс | Дизайнер                          | Заплановано | Опис |
| ------- | ----- | --------------------------------- | ----------- | --- |
| Андорра |       | Рубен да Сілва                    | з 2014      | У центрі монети розміщено зображення козиці піренейської (Rupicapra pyrenaica), справа від якої розташоване зображення орла у польоті. З лівого боку монети на діагональному секторі розміщено напис назви країни ANDORRA, нижче якого зазначено рік карбування монети. По колу по зовнішньому диску розміщено зображення 12 п’ятипроменевих зірок.                      |
| Латвія  |       | Лаймоніс Шенбергс, Яніс Струпуліс | з 2014      | У центрі монети розміщено зображення малого герба Латвії. Під зображенням герба розміщено круговий напис назви держави — LATVIJA, з лівого від герба боку вертикально зазначено рік карбування монети. По зовнішньому колу монети розміщено зображення 12 п’ятипроменевих зірок.                                                                                         |
| Литва   |       | Антанас Зукаускас                 | з 2015      | У центрі монети на внутрішньому диску розміщено зображення литовського лицаря верхи, подібного до того, що зображений на державному гербі Литви. Над зображенням вершника справа зазначено рік карбування монети, під вершником розміщено назву держави литовською мовою — LIETUVA. На зовнішньому кільці, монети по колу розміщено зображення 12 п’ятипроменевих зірок. |